# 杉浦薬品
杉浦薬品株式会社（すぎうらやくひん、英: Sugiura Co., Ltd. ）は、かつて存在したマツモトキヨシグループの薬局・ドラッグストアチェーン。愛知県江南市に本社を置いていた。

## 概要
愛知県北部を中心にドラッグストア「ヘルスバンク」および調剤薬局の運営を行っている。2005年（平成17年）1月にマツモトキヨシが業務提携と35%以上の資本参加を行いマツモトキヨシグループ入りし、2006年（平成18年）9月には、マツモトキヨシとフランチャイズ契約を締結した。2013年（平成25年）2月にマツモトキヨシホールディングスの完全子会社となった。この完全子会社化に伴って、同年4月からポイントシステムがマツモトキヨシホールディングスグループ共通のポイントシステムへ移行となり、マツモトキヨシ（グループ会社が運営する店舗やFC店を含む）、ファミリードラッグ・中島ファミリー薬局（マツモトキヨシ甲信越販売が運営）、トウブドラッグ、ミドリ薬品（マツモトキヨシ九州販売が運営）、ダルマ（ダルマ薬局が運営）でも利用可能となった（従来の「まもるくんカード」を所持していた方はカードの切替が必要）。
2013年8月当時の店舗数は、愛知県28店舗、岐阜県11店舗（FC2店舗含む）であった。
コーポレートカラーは青。マスコットキャラの犬は「ヘルバンまもる」という名前で、救助犬として活躍したセント・バーナードをモデルにしていた。
2016年10月1日、マツモトキヨシに吸収合併され解散した。